# (503) Evelyn
(503) Evelyn ist ein Asteroid des Hauptgürtels, der am 19. Januar 1903 von Raymond Smith Dugan entdeckt wurde.
Benannt wurde der Asteroid nach Evelyn Smith Dugan, der Mutter des Entdeckers.